# Vértó (Szeged)
A Vértó (a köznyelvben nem használt hivatalos nevén Vöröskereszt-tó) egy kis méretű állóvíz Szegeden, Rókus külső részén.

## Az elnevezés eredete
A Vértó elnevezés nem hivatalos és eredetét is homály fedi. Bálint Sándor szerint egy közeli vágóhídról kifolyó véres víz festette vörösre a tó vizét, így keletkezett a népnyelvben a Vértó elnevezés. (Bár Bálint említi, de a korabeli térképeken nincs nyoma vágóhídnak errefelé, a környéken a 20. század első éveiig csak szőlőskertek és gyümölcsösök voltak, a lakott terület határa pedig több száz méterre délre volt.) Többször fölmerül a név magyarázataként, hogy a gázgyári szennyvíz festette vörösre a tó vizét, ám az egykori rókusi gázgyártól a Vértó 1,2 kilométernyire, míg a Búvár-tó és a Városgazda tó csak 400, illetve 450 méter távolságra fekszik, a szennyvíz bevezetése tehát azokba lett volna kézenfekvő. A köznyelvi elnevezés helyett a 20. század elején már a Vöröskereszt-tó elnevezés tűnik fel a térképeken. A tó hivatalos neve akkor is Vöröskereszt-tó volt, amikor az 1970-es években elkezdődött a tavat körülölelő lakótelep építése. A lakótelep építésekor több a tóhoz közel eső hely is a Vértó elnevezést kapta. A tó nyugati partján futó utca Vértói út lett, ugyanígy Vértói út lett tó közelében létesült trolibusz-végállomás neve is. A tó délnyugati szegletében lévő busz- és trolibuszmegálló is a Vértó nevet kapta és 2012 februárja óta ezt a nevet viseli a 2-es villamos megállója is. Míg a közösségi közlekedés járművei a Vértó elnevezést hordozva közlekedtek városszerte, addig a hivatalos megnevezés alig kapott valamilyen nyilvánosságot. A városi közgyűlés nyilvános irataiban, a sajtóban és köznyelvben is a Vértó fordul elő, a Vöröskereszt-tó elnevezés gyakorlatilag feledésbe merült.
Egyes források szerint az 1848-49es szabadságharc során a Jelasics horvát bán által vezetett betörő portyázó csapatok itt csaptak össze a szegeden verbuválódott miliciával. A csatatér után hátramaradt pusztítás hátborzongató emlékét ma is örzi a közelben található Vér-tó melynek elnevezése az elesett harcosok elött tiszteleg.

## A tó története
A Vértó Magyarország első katonai felmérése térképein csak kisebb vízfelületként bukkan fel a Csongrád és Öthalom felé vezető utak elágazásánál. Ekkoriban a tó szabálytalan partvonalú, délkelet–északnyugati irányban elnyúló képződményként jelenik meg. Az 1860-as évekre elkészült második katonai felmérés hasonló képet mutat. A harmadik katonai felmérés (1869–84) térképszelvényein rajzolódik ki a tó korabeli formája a legteljesebben: az Öthalom és a Csongrád felé vezető utak közötti területet majdnem teljesen kitöltő, nagyjából háromszög alakú vízfelület. Mindhárom katonai felmérés térképén feltűnik a tó déli csücskénél álló feszület. Szeged város 1922-es térképén a mai területénél jóval nagyobb, a Csongrádi sugárút mentén 800 méter hosszan elnyúló, észak felé szélesedő háromszög alakú vízfelületként jelenik meg. A kis számú 20. század közepéről fennmaradt fényképen egy növényekkel benőtt, anyagkitermelés nyomait viselő terület látható, amelynek csak a kisebbik része lehetett nyílt vízfelület. A 20. század elején a Vértó kifejezetten rossz hírű területként szerepelt a sajtóban. 1911-ben az újságok a kolerafertőzés potenciális forrásaként jelölték meg a szennyvizet gyűjtő tavat, amelyben a környékbeliek által odadobált állati tetemek bomlottak. 1912-ben a város kormányzata a Vértó feltöltése mellett döntött, a munkálatok 1913-ban megkezdődtek. A Vértó területének nagyobb részét feltöltötték, a megmaradt mederben továbbra is hulladékot raktak le.
A 20. század második felében nyerte el a tó végleges formáját. (Az 1960-as és '67-es városi térképen még egy mainál nagyobb tómeder látható.) A következő években a tó környékét korábban jellemző gyümölcsöskerteket és apróbb falusi házakat Magyarország egyik legnagyobb lakótelepével váltották fel. Ezekben az évtizedekben építették föl az egykor tómederként jelölt helyeken a panelházakat. A tó végül az újonnan kialakított Rókusi körút külső vonala és a Ipoly sor közötti területen maradhatott meg, bár a Körúttól északra lévő medence keleti fele is áldozatul esett egy nagy szánkódomb építésének.
A teljesen szabályozott partvonalú, kikotort medrű mesterséges tó ettől kezdve záportározóként működött.: ide vezették be a környékbeli lakótelepekről összegyűjtött csapadékvizet, bizonyos időnként pedig a ivóvíz és a csatornahálózat átmosásához használt vizeket is a Vértó nyelte el. 
A 2000-es évek végére a tó állapota igen leromlott. A meder nagyobb részét növények nőtték be, a csapadékhiányból következő alacsony vízállás miatt a tó halállománya is pusztulásnak indult, rendszeressé váltak a lakótelepiek panaszai a környéken terjengő bűz miatt. A tó kezelőjeként a Szegedi Vízmű Zrt. 2009 végén elrendelte a tó leeresztését és mederrendezését. 2009 őszén a leapasztott tó medrét teljesen kikotorták, partját rendezték, az elburjánzott vízinövényeket kitermelték.